# 濱中英次
濱中 英次（はまなか えいじ、1966年12月9日 - ）は、三重県熊野市出身の元プロ野球選手（投手）。

## 来歴・人物
紀南高から社会人野球の東海理化へ進み、チーム初となる日本選手権出場の際には先発したが敗退。1989年オフにドラフト外で福岡ダイエーホークスに入団。
スローカーブを得意とし、ルーキーイヤーの1990年は11試合に登板し1勝を挙げるものの、1991年と1992年は一軍登板は無く、1992年オフに現役を引退。球威はあるが試合に通用するコントロールに欠けていた。
引退後は、会社員。

## 詳細情報

### 年度別投手成績
| 年 度     | 球 団     | 登 板 | 先 発 | 完 投 | 完 封 | 無 四 球 | 勝 利 | 敗 戦 | セ 丨 ブ | ホ 丨 ル ド | 勝 率 | 打 者 | 投 球 回 | 被 安 打 | 被 本 塁 打 | 与 四 球 | 敬 遠 | 与 死 球 | 奪 三 振 | 暴 投 | ボ 丨 ク | 失 点 | 自 責 点 | 防 御 率 | W H I P |
| --------- | --------- | ----- | ----- | ----- | ----- | -------- | ----- | ----- | -------- | ----------- | ----- | ----- | -------- | -------- | ----------- | -------- | ----- | -------- | -------- | ----- | -------- | ----- | -------- | -------- | ------- |
| 1990      | ダイエー  | 11    | 10    | 1     | 0     | 0        | 1     | 4     | 0        | --          | .200  | 220   | 46.1     | 61       | 14          | 21       | 0     | 3        | 26       | 1     | 0        | 35    | 35       | 6.80     | 1.77    |
| 通算：1年 | 通算：1年 | 11    | 10    | 1     | 0     | 0        | 1     | 4     | 0        | --          | .200  | 220   | 46.1     | 61       | 14          | 21       | 0     | 3        | 26       | 1     | 0        | 35    | 35       | 6.80     | 1.77    |

### 記録
- 初登板：1990年6月7日、対オリックス・ブルーウェーブ10回戦（平和台球場）、2回2死から2番手で登板、2回2失点
- 初先発：1990年6月13日、対近鉄バファローズ8回戦（大阪球場）6回2/3を4失点
- 初勝利・初完投勝利：1990年7月17日、対ロッテオリオンズ11回戦（川崎球場）、被安打8奪三振4四死球3

### 背番号
- 54 （1990年 - 同年途中）
- 25 （1990年途中 - 1991年）
- 59 （1992年）